# Artère inféro-latérale du genou
L’artère inféro-latérale du genou (ou artère articulaire inféro-externe du genou) est une artère du membre inférieur située au niveau du genou.

## Origine
L'artère inféro-latérale du genou nait à la face latérale de l’artère poplitée au niveau de l’interligne articulaire du genou.

## Trajet
L'artère inféro-latérale du genou contourne le ménisque latéral de l'articulation du genou sous le ligament collatéral fibulaire au-dessus de la tête fibulaire jusqu'à l'avant de l'articulation du genou.
Elle vascularise la partie antéro-latérale du genou, l’articulation tibio-fibulaire proximale, le muscle poplité et le chef latéral du muscle gastrocnémien.
Elle s'anastomose avec les artères inféro-médiale et supéro-latérale du genou, ainsi qu'avec l’artère récurrente tibiale antérieure.